# Jamal Mirdad
Jamal Mirdad (Nacido en Kudus, Java Central, 7 de mayo de 1960) es un cantante indonesio de alto nivel. También participó en varias películas, tales como Ramadán y Ramona (junto con su esposa Lydia Kandou). Su matrimonio corrió con la controversia con su esposa, Lydia porque ambos profesaban religiones diferentes. Sus hijos están siguiendo los pasos de su padre, Nana Mirdad y Mirdad Naysila. También participó en la política mundial al convertirse miembro de la Cámara de Representantes (elegidos) 2009 a 2,014.

## Discografía

### Álbum Pop
- Hati Selembut Salju (1981)
- Madu dan Racun
- Hati Lebur Jadi Debu
- Hati Seorang Kawan Baru
- Hati Kecil Penuh Janji
- Rasa Cinta Bukan Dosa
- Antara Aku dan Dia
- Hati Seteguh Karang
- Jamilah
- Julaeha
- Mariam Soto
- Masih Adakah Cinta
- Dibalik Rindu Ada Dusta (Nathalia)
- Susan... Bukan Aku Merayu
- Amanda
- Cinta Anak Kampung
- Yang Penting Hepi
- Baru Lima Menit
- U..Lay..Lay

### Álbum Dangdut
- Madunya Iblis
- Suminah
- Merasa Hokey
- Bujangan
- Goyang DPR

## Filmografía
- AIDS Phobia (1986)
- Ramadan dan Ramona (1992)
- Kun Fayakuun (2008)
- Ranjang Tak Bertuan
- Isabella